# Apkudzsong állomás
Apkudzsong (Apgujeong) állomás a szöuli metró 3-as vonalának állomása Szöul Kangnam-ku (Gangnam-gu) kerületében. A terület nevét Han Mjonghö (Han Myeong-hoi) (한명회) Csoszon (Joseon)-kori politikus írói álnevéről kapta, aki ide szeretett járni egy pavilonba a folyót nézni.

## Viszonylatok
| 3-as vonal                       | 3-as vonal | 3-as vonal                       |
| -------------------------------- | ---------- | -------------------------------- |
| Okszu (Oksu) Tehva (Daehwa) felé | fő vonal   | Sinsza (Sinsa) Ogum (Ogeum) felé |